# 肯德基特许经营商分布

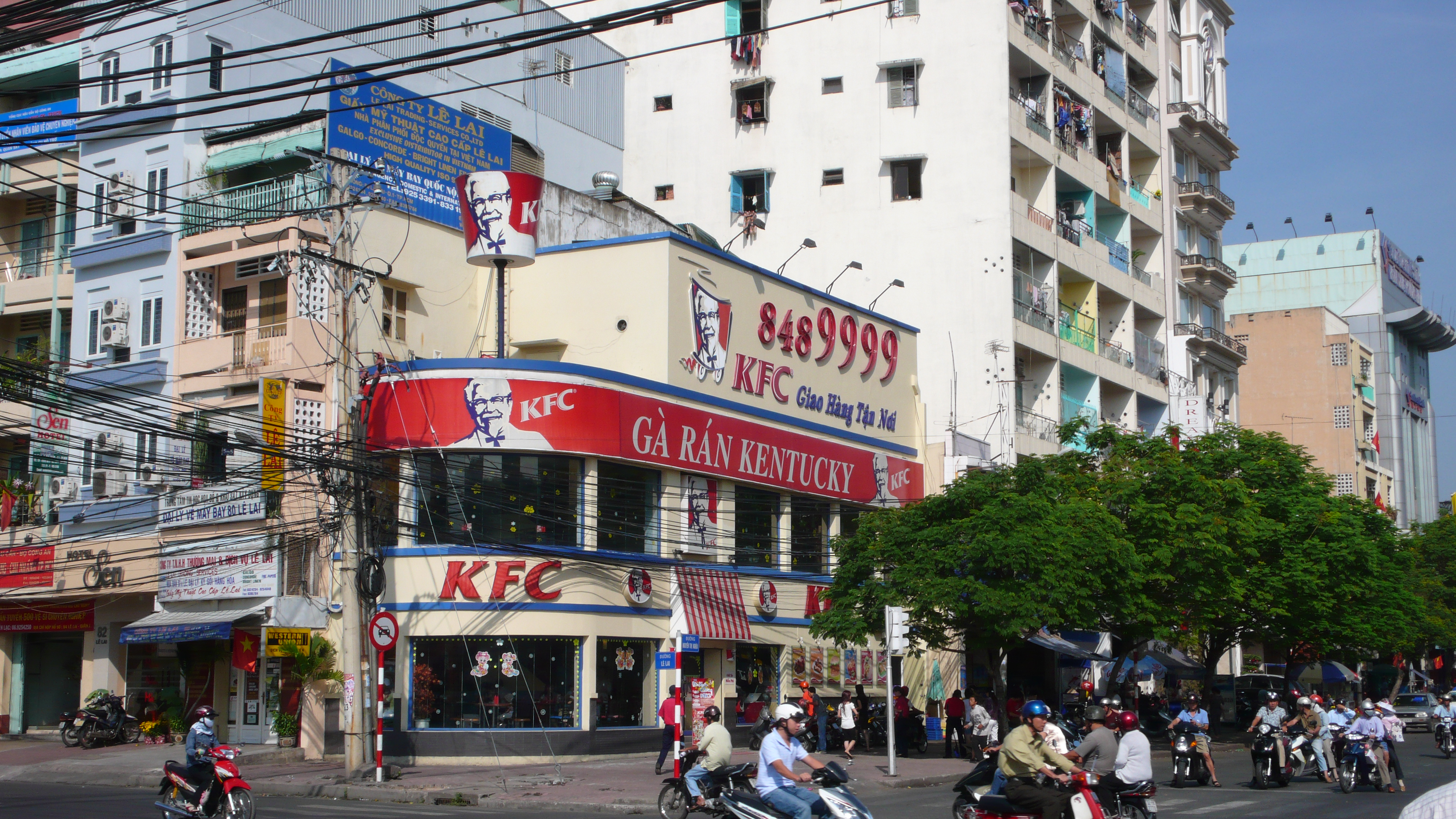
越南胡志明市的肯德基快餐

本條目列出肯德基在全球的特許經營商分布概況。目前全世界105个国家有超过15,000家肯德基餐厅。第一家肯德基特許經營店於1952年在美国猶他州鹽湖城開業。北美以外的肯德基特許經營店則於1964年在英國出現。
截止2012年末，肯德基共有9,040家餐厅分布于世界各地。其中，美国是肯德基全球第一大市场，有约4,600家餐厅；第二名為中国大陆，共4,300家。此外，超过200家的有日本1,167家；英国775家；南非689家；加拿大650家；澳大利亚609家；马来西亚551家；泰国457家；印度尼西亚439家；墨西哥296家；菲律宾231家；印度225家。

## 各國家或地區

### 中華人民共和國

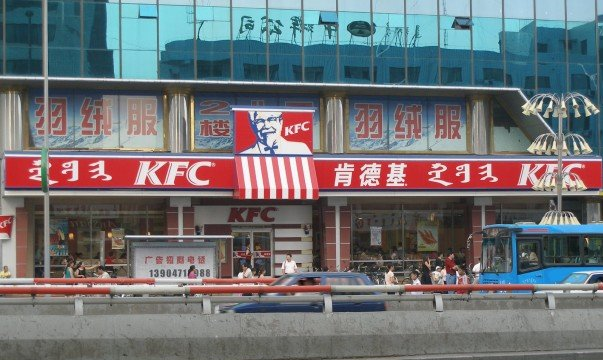
肯德基在呼和浩特市的一家連鎖分店，招牌上印有蒙文

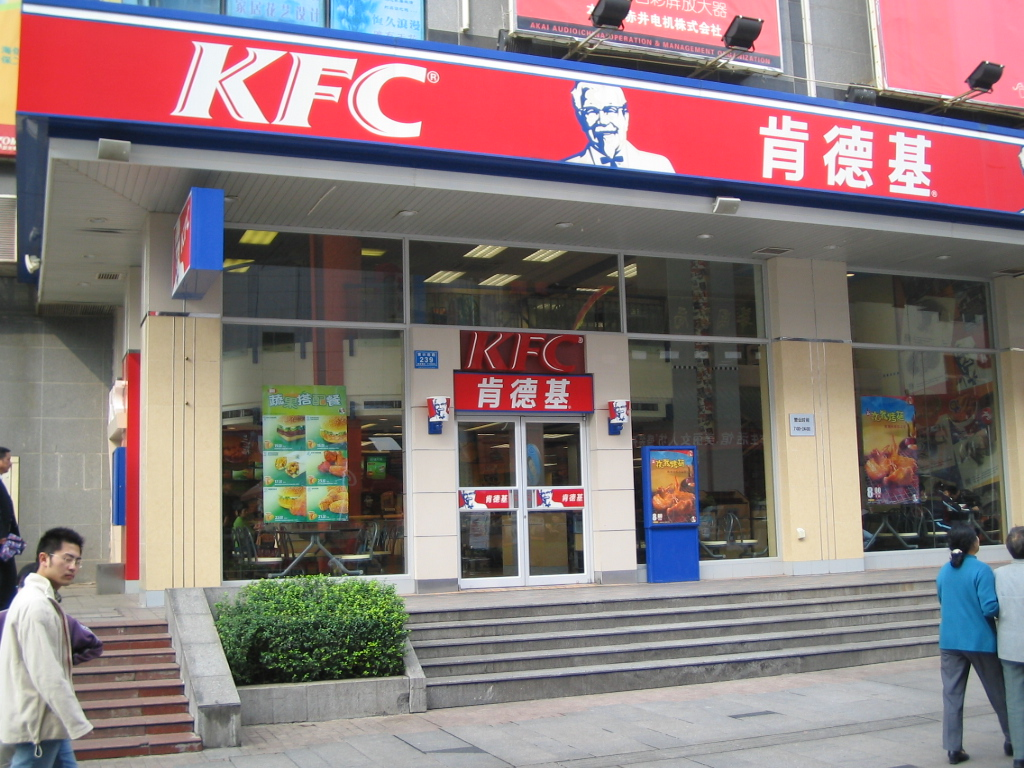
肯德基在長沙市黃興南路步行商業街開設的連鎖分店

肯德基是最早進入中國大陸的快餐連鎖品牌。自1987年在北京前門開出第一家餐廳之後，到2012年3月，已在650多個城市和乡镇開設了3,200多家連鎖餐廳。到目前為止，肯德基已是中國大陸規模最大、發展最快的快餐連鎖企業，遍及所有省、自治區和直轄市。這與其最大的競争對手麥當勞在華人地區的市場份额形成巨大的反差。
肯德基堅持“立足中國，融入生活”策略，推出多款符合華人飲食習惯的產品，例如：老北京雞肉卷、川香辣子雞、葡式蛋塔、法式燒餅、黄金烤雞腿堡等。
2009年4月開始，北京、上海等地肯德基試行通宵營業，至目前，中國大陸多個城市都有24小時營業的肯德基餐廳。2010年6月1日，肯德基在中國內地的第3000家門店落戶上海漕寶路，以接近3倍於麥當勞的門店數量繼續領跑業界。2016年3月8日，肯德基在西藏的首家门店在拉萨开始营业。在中國大陸的二線以下城市，肯德基的覆蓋範圍遠大於麥當勞。
截至2019,肯德基在中國大陸已有5000多家分店,是肯德基全球第二大市場,僅次於美國。

#### 香港

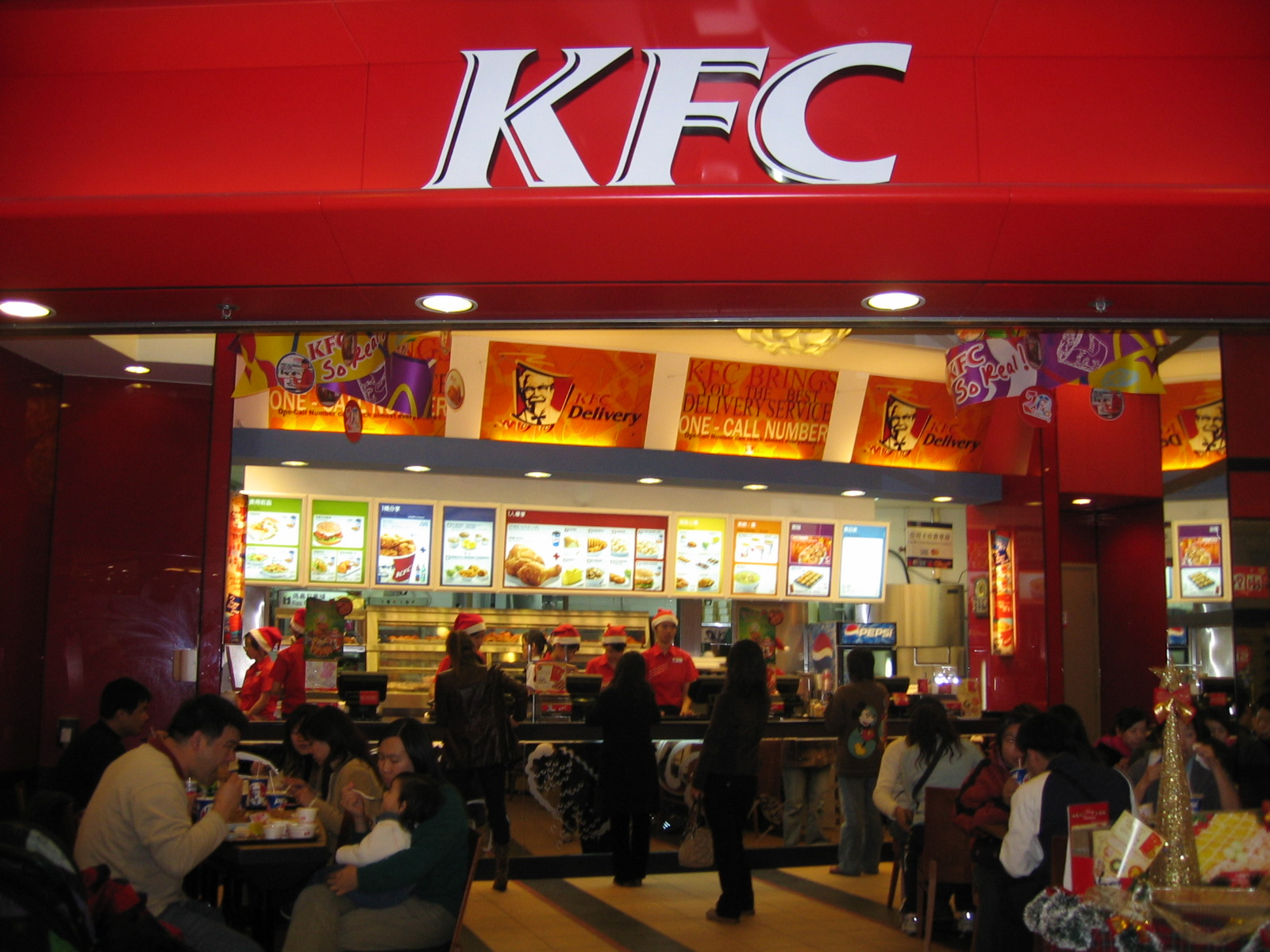
肯德基在香港尖沙嘴海運大廈開設的連鎖分店

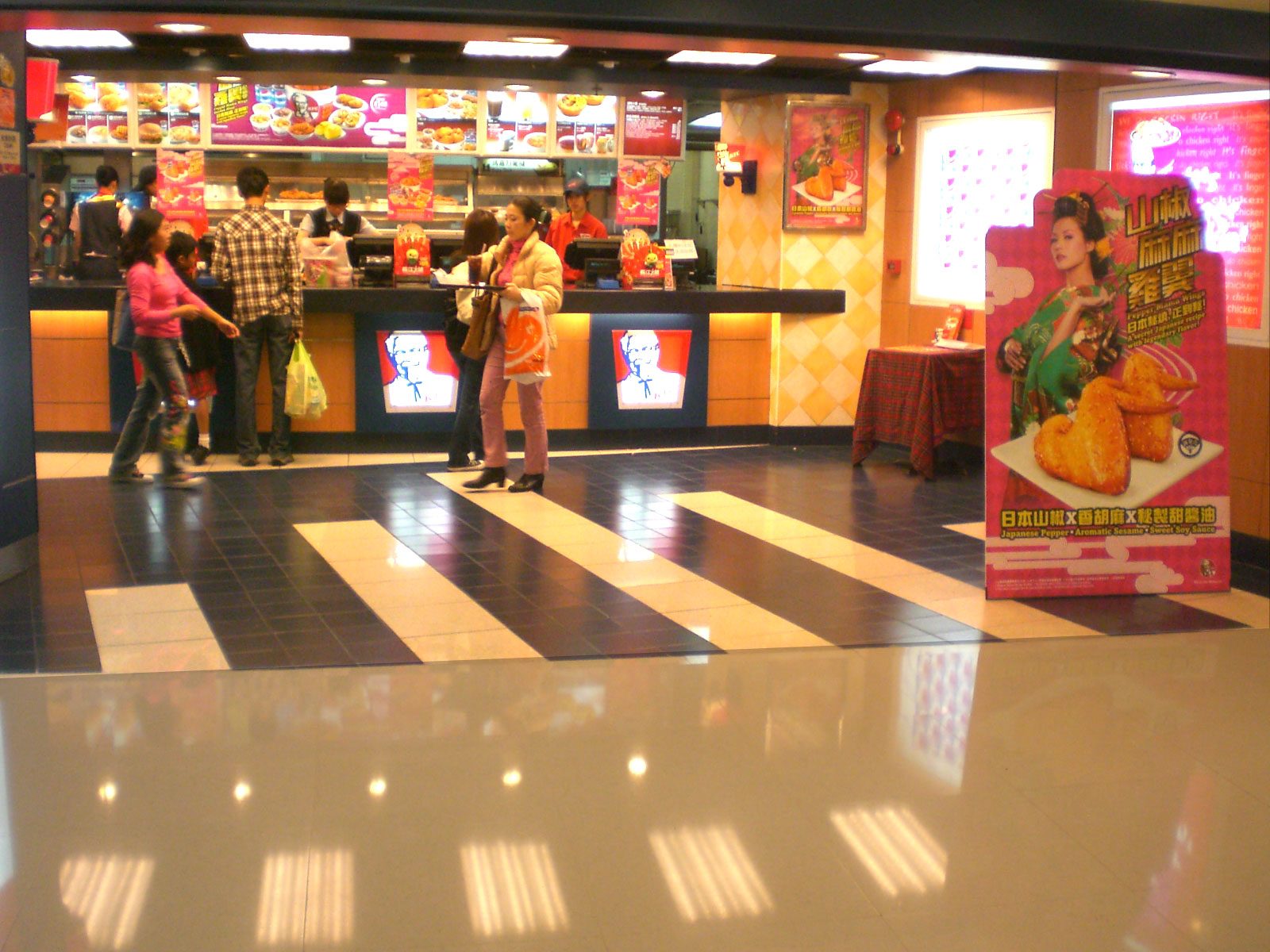
肯德基在元朗廣場開設的連鎖分店

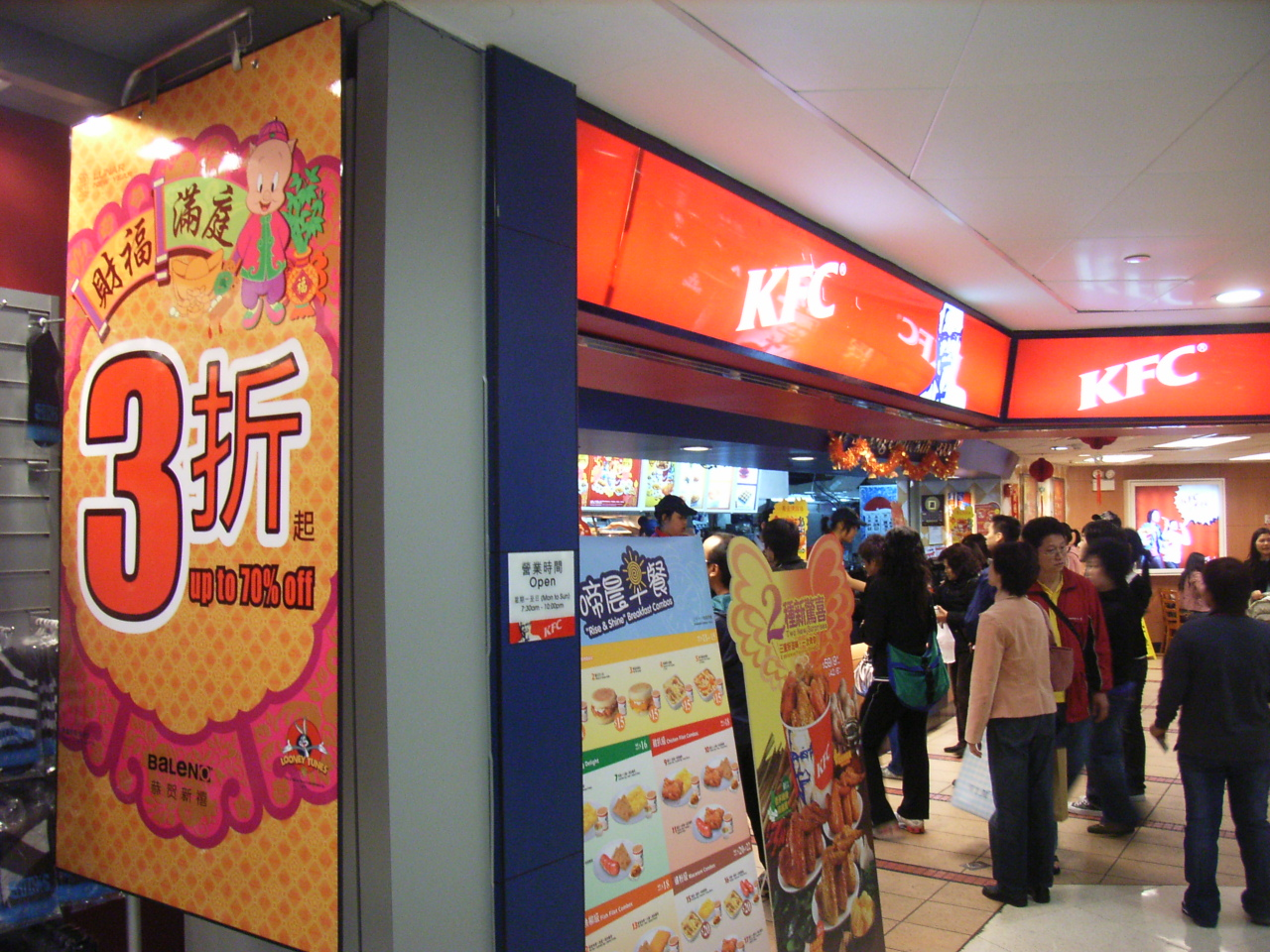
肯德基在新翠花園開設的連鎖分店

肯德基是香港最早引入的美式快餐店之一，1973年夏季於荔枝角美孚新邨及灣仔軒尼詩道282號威漢大廈（現址為英皇集團中心）以「家鄉雞」名義經營首兩家肯德基分店。1974年，肯德基已經在香港擴營11家分店，而且更花費製作電視廣告，以「鮮嫩軟滑，夠味好味」為口號宣傳。但因錯估市場情況，儘管廣告宣傳性強也未能成功推廣至普羅大眾，及後麥當勞於1975年1月在香港開始廣設分店，肯德基隨之於同年結束所有在香港的肯德基分店。1985年，肯德基通過特許授權的方式，由太古集團（現為怡和洋行）旗下Birdland代理經營至今。重新引入香港後，最初十多年的開店策略較為保守，直到1990年代末開始才加快增設分店的速度。
截至2021年3月，香港肯德基共有95家分店。

#### 澳門
肯德基在2001年1月12日在澳門水坑尾街開設第一家分店，首日賣出2,000隻雞，創全球紀錄，但最終因業主收回舖位令該分店於2009年12月結業。現時肯德基在澳門有5間，位於澳門金沙娛樂場 、慕拉士大馬路、澳門銀河、關閘信達廣場及白馬行信達城。
肯德基港澳特許經營商Birdland執行董事楊耀強曾表示，澳門可容納六至七家分店，亦有報導曾指肯德基會在澳門另一旺區——高士德大馬路開設另一家分店，目前為止，肯德基在澳門開設5間分店，反之其競爭對手麥當勞在澳門已開設超過40間分店。
KFC在澳門有自己團隊的外送服務外，從2019年下旬起，肯德基與外賣應用平台澳覓合作開設澳門首個大型連鎖快餐店外送服務。

### 台灣
肯德基在1984年踏入台灣市場，當時由統一企業以特許授權的方式向百勝取得台灣區經營權，並與日商三菱商事、三和株式會社共同出資成立公司，於1985年4月16日在台北西門町成立台灣的第一家肯德基門市。1995年，統一企業與百勝的授權合約期滿後，並沒有將經營權交還百勝，而是將持有的台灣肯德基股權售予港商Wybridge，成立「台灣桑德斯公司」經營，百勝因此被迫於隔年另外在台設立子公司經營直營店，形成直營與加盟系統並行的局面。由於肯德基在台的兩大系統各有各的決策與管理團隊，猶如疊床架屋，百勝與Wybridge在2001年協議由百勝直接經營肯德基在台所有門市，將台灣桑德斯併入百勝的在台子公司，改組成立「台灣百勝肯德基公司」，並開放個人加盟。
肯德基在台灣原本長期坐穩第二大速食業者地位，僅次於略早來台發展的麥當勞；但在分店數上一直無法突破麥當勞，加上摩斯漢堡的挑戰（其分店總數於2008年開始超越肯德基），百勝於2009年12月7日與港商怡和集團簽約，將台灣肯德基以特許授權轉交予怡和集團經營，並將台灣百勝肯德基公司改組為「怡和餐飲公司」。怡和集團接手後，重新塑造台灣肯德基以雞肉為主、蛋撻等點心為輔的產品路線，強調產品「新鮮手作」的美味性，同時將家庭餐廳的概念引進分店的裝潢當中。
截至2020年2月為止，肯德基在台灣共有169家門市

### 朝鮮
肯德基或将在2011年的9月或10月进驻北韓，在其首都平壤开设肯德基有史以来第一家在北韓的分店，原料（鸡肉等）均将在朝鲜国内生产。这次北韓政府主动提出引进海外资本，显示出了其积极开放的态度。根据南韩YTN的报道称，北韓方面与美国方面就平壤开店一事已经达成共识。肯德基进驻北韓一事引来了全球广泛的关注。

### 亞美尼亞
亞美尼亞首都葉里溫至今有3家肯德基分店，其中有兩家與俄羅斯的Rostik's速食店合作。

### 亞塞拜然
2012年，肯德基在亞塞拜然首都巴庫開設了號稱全世界最大的肯德基餐廳，該家餐廳也是肯德基在亞塞拜然所開設的第一家分店。

### 阿爾巴尼亞
2016年5月，肯德基在阿爾巴尼亞首都地拉那開設阿爾巴尼亞全國首間肯德基餐廳。此前阿爾巴尼亞並沒有任何國際連鎖餐廳。

### 科索沃
2016年8月，肯德基在科索沃米特羅維察開設肯德基餐廳分店。除了科索沃米特羅維察外，現時在科索沃首都普里什蒂納亦設有肯德基、麥當勞等國際連鎖餐廳。

### 泰國
2017年8月10日泰國釀酒以113亿泰铢向百勝餐飲集團購入泰国肯德基门店业务涉及244间直营门店的经营权。此次交易完成，也宣布百勝将撤出泰国炸鸡市场，肯德基泰国共有门店586间，其中向GRG集团授权开设的特许经营权门店有219间，主要在尚泰商场和罗宾逊商场内。而另外一家获得授权公司RDL公司控制的门店共有130间。